# Johannes Ludwig Credé

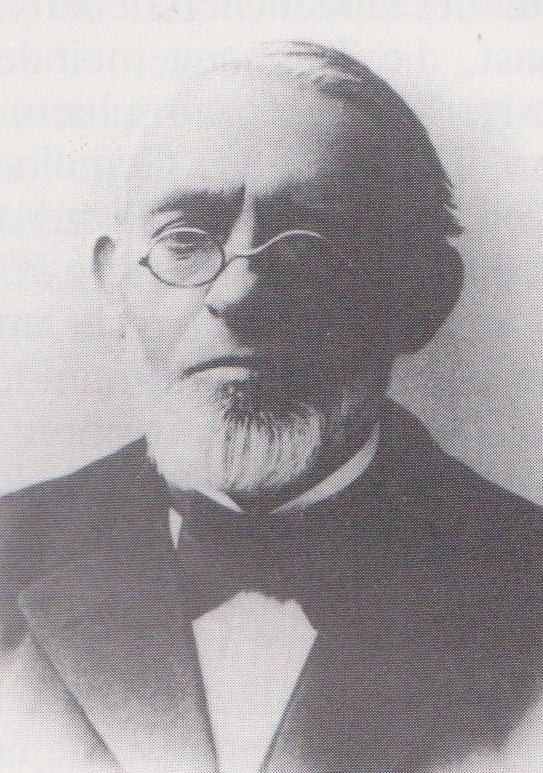
Johannes Ludwig Credé

Johannes Ludwig Credé (* 10. September 1827 in Bettenhausen (Kassel); † 22. Juli 1904 in Detmold) war ein evangelisch-reformierter Geistlicher und von 1869 bis 1886 Generalsuperintendent in der Lippischen Landeskirche.

## Leben
Johannes Ludwig Credé wurde als Sohn des Lehrers Johann Peter Credé und dessen Ehefrau Marie Luckhardt geboren.
Nach dem Abitur im Jahre 1848 am Gymnasium Kassel folgte ein Studium der Theologie und der Philosophie an der Philipps-Universität Marburg. 1856 erhielt er eine Stelle als Gehilfe in Oberkaufungen, bevor er sich als Pastor und Hauslehrer in Hinterpommern betätigte. Im November 1858 wechselte er als Vikar nach Velmeden, wo er bis zu seinem Amtsantritt als Pastor in Wüsten im Oktober 1860 blieb. In seine fünfjährige Amtszeit fällt die Errichtung eines neuen Kirchturms. Die Kosten von 4061 Reichstalern wurden allein von der Bevölkerung aufgebracht. Außerdem spendeten Gemeindemitglieder 6000 Taler für die Beschaffung eines neuen Glockengeläuts.
Von April 1865 bis zum 30. September 1886 war er Seminardirektor in Detmold und im Anschluss daran bis zu seinem Eintritt in den Ruhestand zum 1. Oktober 1901 Generalsuperintendent in Detmold.
Er gehörte dem fürstlichen Konsistorium an.

### Familie
Credé war mit Friederike Wilhelmine Gundelach verheiratet und hatte mit ihr zwei Söhne und eine Tochter, darunter Theodor Credé (1859–1922, Staatsanwalt) und Hans (* 1863, Major, gefallen 1916 im Ersten Weltkrieg).